# Francisco Javier Mauleón
Pour les articles homonymes, voir Mauléon.
Mauleón  Unsuain est un nom espagnol. Le premier nom de famille, en général paternel, est Mauleón ; le second, en général maternel, souvent omis, est Unsuain.
Francisco Javier Mauleón Unsuain, né le 16 septembre 1965 à Vitoria-Gasteiz, est un coureur cycliste espagnol. Professionnel de 1988 à 1998, il a remporté une étape du Tour d'Espagne 1992, dont il prit la neuvième place.

## Palmarès

### Palmarès amateur
- 1987
  - Circuito Montañés
  - Tour de l'Empordà
  - 3e du Tour de la Bidassoa

### Palmarès professionnel
- 1988
  - Tour d'Aragon
- 1989
  - 3e étape du Tour de Burgos
- 1990
  - 2e du championnat d'Espagne sur route
  - 3e de la Bicyclette basque
- 1992
  - 14e étape du Tour d'Espagne
  - 2e de la Subida al Naranco
  - 9e du Tour d'Espagne
- 1996
  - Subida al Naranco
- 1997
  - 2e du Tour de l'Alentejo

## Résultats sur les grands tours

### Tour de France
6 participations
- 1991 : 55e
- 1992 : 19e
- 1993 : 26e
- 1995 : abandon (10e étape)
- 1997 : 85e
- 1998 : retrait de l'équipe ONCE (17e étape)

### Tour d'Espagne
7 participations
- 1989 : 61e
- 1990 : 47e
- 1991 : 21e
- 1992 : 9e, vainqueur de la 15e étape
- 1993 : 20e
- 1996 : 18e
- 1997 : 67e

### Tour d'Italie
2 participations
- 1990 : 25e
- 1995 : 19e